# L'endimoniat de Gèrasa
L'endimoniat de Gèrasa és un dels miracles de Jesús narrat a tres dels evangelis canònics (Mateu 8:28-34, Marc 5:1-20 i Lluc 8:26-39).

## Narració
Un home posseït per esperits malignes es va acostar a Jesús. Ningú abans no havia pogut dominar-lo ni amb cadenes i l'home passejava per coves i rodalia cridant. Llavors Jesús preguntà al dimoni com es deia. "Legió", respongué la veu, ja que molts dimonis estaven dins del cos de l'home. Després aquesta veu li suplicà que els deixés viure dins dels porcs que per allà pasturaven. Jesús accedí, manà sortir els dimonis i just aleshores els porcs es van llençar a l'aigua. Tant els cuidadors dels porcs com l'home posseït van marxar explicant a la gent el que havia passat.

## Anàlisi
Aquest miracle és un dels exorcismes que practica Jesús i, tal com passa amb l'endimoniat a la sinagoga de Cafarnaüm, només amb la veu els esperits malignes abandonen el cos que havien ocupat. La possessió diabòlica es manifesta sempre amb crits i una veu diferent per part de l'afectat.
El passatge mostra que els miracles de Jesús es donaven arreu, ja que Gèrasa era terra on dominaven els pagans i no els jueus. També mostra que, en l'etapa inicial del ministeri, la gent sent por alhora que meravella davant dels fets divins, a diferència del final de la seva predicació, on predominen les lloances i les comitives multitudinàries per seguir-lo.